# Lucas Ontivero
Pour les articles homonymes, voir Ontiveros.
Lucas Ontivero, né le 9 septembre 1994 à San Fernando del Valle de Catamarca dans la Province de Catamarca, est un footballeur argentin. Il évolue au poste d'ailier au CS Trinidense.

## Biographie
Le 18 janvier 2016, Ontivero est prêté par le club turc de Galatasaray à l'Impact de Montréal pour la saison 2016. L'Impact devient ainsi son 13e club à seulement 21 ans. Titulaire en début de saison, il perd progressivement sa place dans le onze.

## Palmarès
Galatasaray SK
- Vainqueur de la Coupe de Turquie en 2014

 Olimpija Ljubljana
- Champion de Slovénie en 2016